# 弗雷曼 (密蘇里州)
弗雷曼（英語：Freeman）是位於美國密蘇里州卡斯縣的城市。

## 人口
根據2020年美國人口普查的數據，弗雷曼的面積為2.28平方千米，當中陸地面積為2.22平方千米，而水域面積為0.05平方千米。當地共有人口475人，而人口密度為每平方千米208人。